# Jules-Joseph Puset
Jules-Joseph Puset SMM (* 11. August 1911 in Angers, Frankreich; † 15. April 1983) war ein französischer Geistlicher und von 1957 bis 1972 römisch-katholischer Bischof von Tamatave in Madagaskar.

## Leben
Seine Priesterweihe erhielt er am 7. März 1936; am 14. November 1957 wurde er zum Bischof von Tamatave ernannt. Sein Vorgänger Bischof Alain-Sébastien Le Breton SMM weihte ihn am 26. Januar 1958 zum Bischof. Mitkonsekratoren waren die Bischöfe Claude Rolland MS von  Antsirabé und Eugéne Gabriel David CSSp von  Majunga.  Puset war Teilnehmer an den vier Sitzungen des Zweiten Vatikanischen Konzils. Altersgemäß wurde er am 25. März 1972 emeritiert und verstarb am 15. April 1983. In seiner Amtszeit war er Mitkonsekrator  der Erzbischöfe Gilbert Ramanantoanina SJ und Albert Joseph Tsiahoana sowie der Bischöfe Robert Lucien Chapuis MEP und Jérôme Razafindrazaka, seinem Nachfolger im Amt.